# 方济众
方济众（Girolamo van Aertselaer，1845年12月3日—1924年1月12日），圣母圣心会会士，天主教蒙古中境代牧区主教（1898年5月1日– 1924年1月12日）。 
1845年11月1日，方济众生于比利时霍赫斯特拉滕（Hoogstraeten），1870年6月11日晋升神父。
1873年3月24日成为圣母圣心会神父，受派遣来到蒙古傳教。1887年任蒙古圣母圣心会會長。1898年5月1日，教廷任命为蒙古中境代牧区宗座代牧，接替去世的巴耆贤主教，同年7月24日接受祝圣。1900年庚子之乱时，组织自卫，义和团攻打途中遇到山洪暴发，中途放弃。庚子之乱后，蒙古中部代牧区在托克托厅修建了一座水坝，并以方济众主教的名字命名为济众坝。
1922年兼任外蒙古宗座署理。1924年1月12日，方济众在西灣子去世，终年78岁。继任者为藍克復主教。